# Men
Men és una pel·lícula d'horror folk anglesa del 2022 escrita i dirigida per Alex Garland. És protagonitzada per Jessie Buckley en el paper d'una dona vídua que va de vacances a una casa de camp però es veu pertorbada i turmentada pels estranys homes del poble, tots interpretats per Rory Kinnear. Ha estat subtitulada al català.
La pel·lícula es va estrenar als Estats Units d'Amèrica el 20 de maig de 2022 de la mà d'A24 i a Anglaterra l'1 de juny de 2022. També es va projectar al 75è Festival Internacional de Cinema de Canes el maig de 2022, a més, va inaugurar el 26è Festival Internacional de Cinema Fantàstic de Bucheon el 7 de juliol de 2022.

## Argument
Després de l'aparent suïcidi del seu marit James, Harper Marlowe decideix passar unes vacances sola al petit poble de Cotson. En els salts enrere es revela que Harper, farta de l'abús emocional i la manipulació de James, tenia la intenció de divorciar-se'n, provocant una discussió violenta entre els dos que, finalment, porta James a anunciar que es suïcidarà en cas que Harper el deixi. Pertorbada pel comportament de James, Harper surt de l'habitació i intenta enviar un missatge de text a una amiga. James reapareix de sobte, li pren el telèfon i en llegeix els missatges de text. Sentint-se traït, James s'enfada i li dona un cop de puny a la cara. James immediatament comença a disculpar-se però Harper el fa fora de casa.
Més endavant, Harper visita una església en què les imatges de l'Home verd i Sheela na gig estan gravades en una pila baptismal. Ella plora, recordant la mort de James. Ja a l'exterior, coneix un noi jove amb màscara i un vicari aparentment comprensiu.

## Producció
El rodatge va començar el 19 de març de 2021 a St Katherine's Docks, al districte londinenc de Tower Hamlets, i al comtat de Gloucestershire, essent el poble de Withington el Cotson de la pel·lícula, i al túnel de Forest of Dean. El rodatge va acabar el 22 de maig de 2021.